# LFA 프리메이라
LFA 프리메이라는 동티모르의 최상위 축구 리그이다.

## 구단
2024시즌 참가팀
- AS 아카데미카
- 아살람
- 아틀레티코 울트라마르
- SLB 라울라라
- 보아비스타
- 카르케투 딜리
- 랄레노크 유나이티드
- 폰타 레스트

## 역대 우승
- 2016: SLB 라울라라
- 2017: 카르케투 딜리
- 2018: 보아비스타
- 2019: 랄레노크 유나이티드
- 2020: 코로나19 범유행으로 취소

## 같이 보기
- LFA 세군다